# Греческая кавалерия во Второй мировой войне
Греческая кавалерия (греч.  Ελληνικό Ιππικό ), в отличие от кавалерий многих европейских стран, не смогла использовать свой короткий восемнадцатилетний межвоенный период (1922—1940) для создания танковых и механизированных соединений.
Основной причиной было тяжёлое финансовое положение страны, вышедшей из военного десятилетия 1912—1922 годов, и вопрос размещения и поддержки около двух миллионов беженцев Малоазийской катастрофы.
Кавалерия, как и вся греческая армия в целом, вступила во Вторую мировую войну практически без бронетехники.
Единственная механизированная дивизия (XIX) была создана используя итальянскую трофейную и английскую лёгкую бронетехнику в разгар греко-итальянской войны, в феврале 1941 года, имея в своём распоряжении для подготовки к немецкому вторжению менее двух месяцев, что в некоторой степени и наряду с несравнимым техническим и численным превосходством элитных танковых и механизированных соединений Вермахта, объясняет скромные результаты деятельности этой дивизии.
Однако собственно кавалерийские силы греческой армии (Кавалерийская дивизия, Кавалерийская бригада и маленькие кавалерийские соединения) покрыли себя славой как своим участием в греческих победах над итальянской армией, так и в попытке отражения германского вторжения, получив признание греческих и немецких историков.
С началом тройной, германо-итало-болгарской, оккупации, часть греческих кавалеристов продолжила войну в Северной Африке, приняв участие в втором сражении при Эль-Аламейне, в то время как бо́льшая их часть вступила в Народно-освободительную армию (ЭЛАС), в составе которой была создана Кавалерийская бригада, действовавшая до освобождения страны в октябре 1944 года.

## Греческая кавалерия в межвоенные годы
После завершения Первой мировой войны и на основании полученного на полях сражений опыта, французская кавалерия, на которую ориентировалась и греческая кавалерия, сформировала свою новую военную догму.
Новую догму выражала сжатая аксиома (фраза) «маневрируй верхом, сражайся в пешем строю».
Однако и новая догма, при определённых условиях, не исключала бой верхом для маленьких кавалерийских соединений.
Эта догма была принята греческой кавалерией сразу после подписания Лозаннского мирного договора в 1923 году.
Следуя этой догме и под руководством французской военной миссии прибывшей в Грецию по приглашению в 1925 году, в греческую кавалерию были введены переведенные французские руководства обучения и тактики использования кавалерии, были приняты французские организация и состав кавалерийских частей и кавалерия была снабжена вооружением пехоты, от гранат до миномётов. Внешним признаком перемен стал вид кавалеристов стоящих на охране своих частей, которые сменили свою саблю и подвешенный на плече карабин на винтовку с примкнутым штыком, также как и пехотинцы.

## Организационные перемены

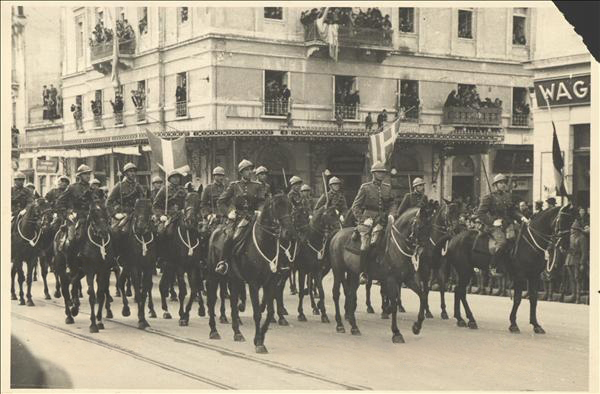
Части греческой кавалерии на параде, Афины, 1926 год

В 1926 году были созданы Инспекторат кавалерии и Ι и II Кавалерийские дивизии. Каждая дивизия включала в себя два кавалерийских полка, эскадрон лёгкой артиллерии, одну илу сапёров и илу телеграфистов.
Были также созданы части, непосредственно подчинявшиеся Корпусу армии: Школа кавалерии, Полк танков, 1й, 2й, 3й, 4 й кавалерийские полки, «Α», «∆», «Ε» кавалерийские полки, 1я и 2я ила сапёров, Ι и ΙΙ ила телеграфистов, Центр верховой езды и Военный конный завод.
В следующем году были упразднены: «Α» и «Ε» кавалерийские полки, Полк танков, Ι и ΙΙ илы сапёров, Ι и ΙΙ илы телеграфистов и Центр верховой езды.
В 1929 году были упразднены дивизии и вместо них были сформированы I Кавалерийская бригада базировавшаяся в Ларисе и II бригада в Салониках.
В состав I Бригады вошли 1й и 3й кавалерийские полки, оба базировавшиеся в Ларисе.
В состав II Бригады вошли «Α» Кавалерийский полк и «Γ» полк базировавшийся в Салониках.
Двумя годами позже из двух Бригад и 4 отдельных ил была сформирована Кавалерийская дивизия, состоявшая из трёх полков.
В том же году в Ларисе был построен т. н. крытый Малый ипподром. В 1938 году, рядом с ним и на деньги греческого мецената из Египта Теохариса Коцикаса (1858—1932) был построен Большой крытый ипподром.

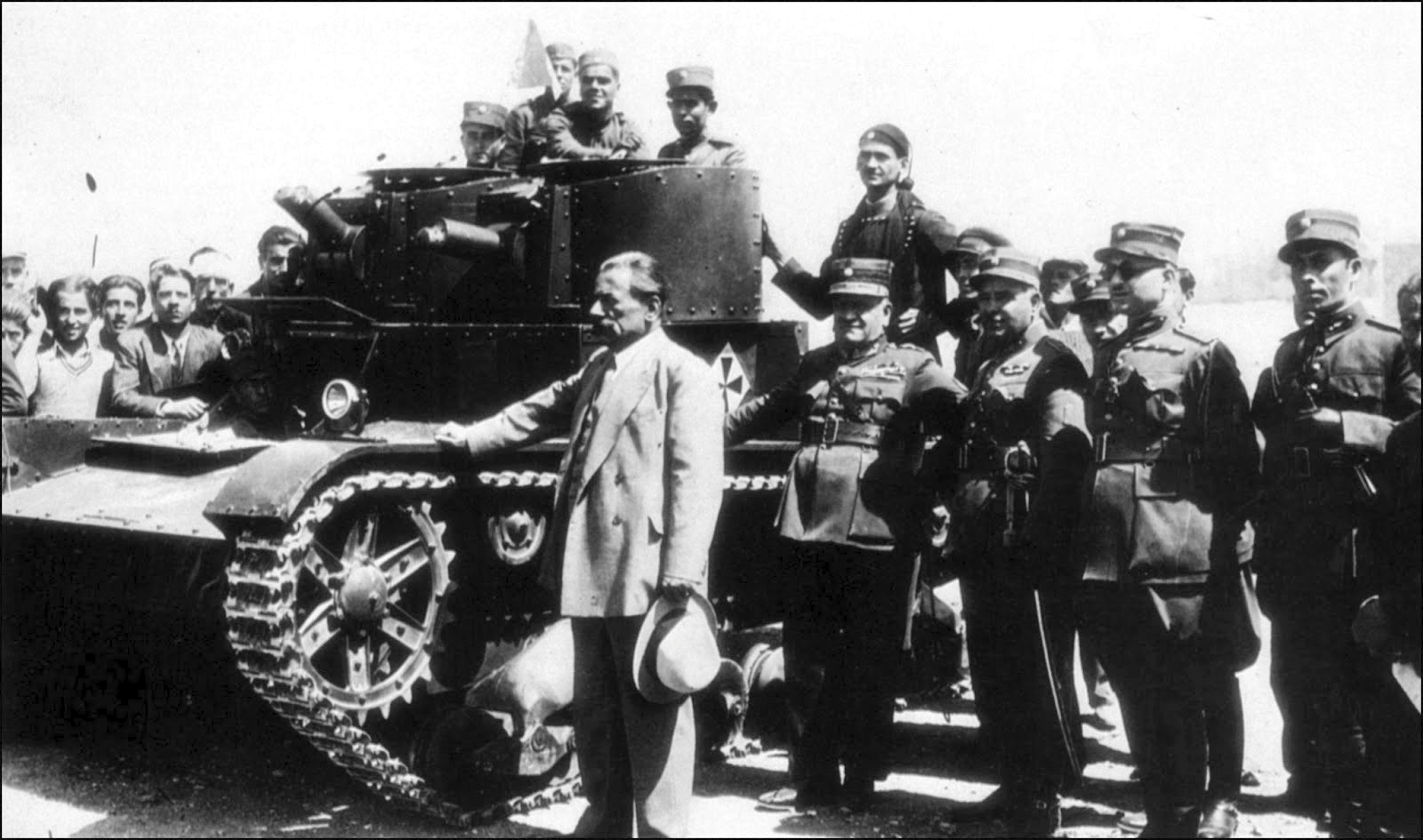
Военный министр Кондилис, Георгиос и генерал-лейтенант Протосингелос, Ахиллевс (справа)перед шеститонным танком Vickers Mk E,1935 год

В 1935 году было принято решение о создании следующих частей:
— Инспекторат кавалерии, Афины.
— Кавалерийской школы, Афины.
— Военное училище офицеров резерва, Афины.
— Батальон танков, насчитывавший всего два шеститонных танка Vickers Mk E и два разведывательных автомобиля Carden-Loyd Mk VI, закупленных в 1931 году.
— Кавалерийская дивизия, Афины.
— I Кавалерийская бригада, Лариса.
— II Кавалерийская бригада. Салоники.
— 1-й Кавалерийский полк базировавшийся, Лариса.
— 2-й Кавалерийский полк, Серре.
— 3-й Кавалерийский полк, Лариса.
— 4-й Кавалерийский полк, Салоники.
— 5-й Кавалерийский полк базировавшийся, Афины.
— Центр верховой езды в Кардице
— Ила гвардии президента Греции, Афины.
5й Кавалерийский полк, с формируемым новым 6 м полком, решением военного министра, могли быть преобразованы в Кавалерийскую бригаду базировавшуюся в Афинах.
В 1937 году греческая кавалерия насчитывала следующие части:
— Инспекторат кавалерии, Афины.
— Кавалерийская дивизия, Салоники.
— 1-й Кавалерийский полк, Салоники.
— 2-й Кавалерийский полк, Янница.
— 3-й Кавалерийский полк, Серре.
— Механизированный полк Кавалерийской дивизии, Салоники.
— Конный пулемётный эскадрон
— «Α» Кавалерийский полк, Афины.
— «Β» Кавалерийский полк, Лариса.
— «Γ» Кавалерийский полк, Килкис.
— «∆» Кавалерийский полк, Элефтеруполи Восточная Македония.
— Ила королевской гвардии, Афины.
Кавалерийская школа и Школа офицеров резерва (кавалерии) были объединены и переведены в Ларису. В том же году в составе Кавалерийской дивизии была создана отдельная Кавалерийская бригада (на случай войны).
В 1939 году кавалерия оставалась в составе 1937 года. Единственной переменой стало создание «Ε» Эпилархии (батальона кавалерии) в Александруполисе.
С начала 1940 года и до мобилизации, кавалерия оставалась в составе 1939 года.
Кроме двух танков приобретённых в 1931 году, были заказаны ещё 14 шеститонных танков, на сумму, вместе с боеприпасами и запасными частями, 40 млн довоенных драхм.
Однако этот заказ постигла судьба заказанных в Англии и Франции самолётов греческих ВВС — в преддверии войны они были реквизированы странами производителями на собственные нужды.
В результате, греческая армия вступила во Вторую мировую войну не располагая танками.

## Греция накануне Второй мировой войны
В ноябре 1935 года в Греции была восстановлена монархия. В апреле 1936 года, король Георг назначил премьер-министром генерала Метаксаса, сторонника диктаторского правления
При поддержке короля, Метаксас установил в стране 4 августа 1936 года диктаторский режим
Метаксас писал в своём дневнике: «Греция стала с 4 августа государством антикоммунистическим, антипарламентским, тоталитарным…».
Гонения нового режима затронули в основном коммунистов, но также политиков и офицеров либеральной и республиканской ориентации.

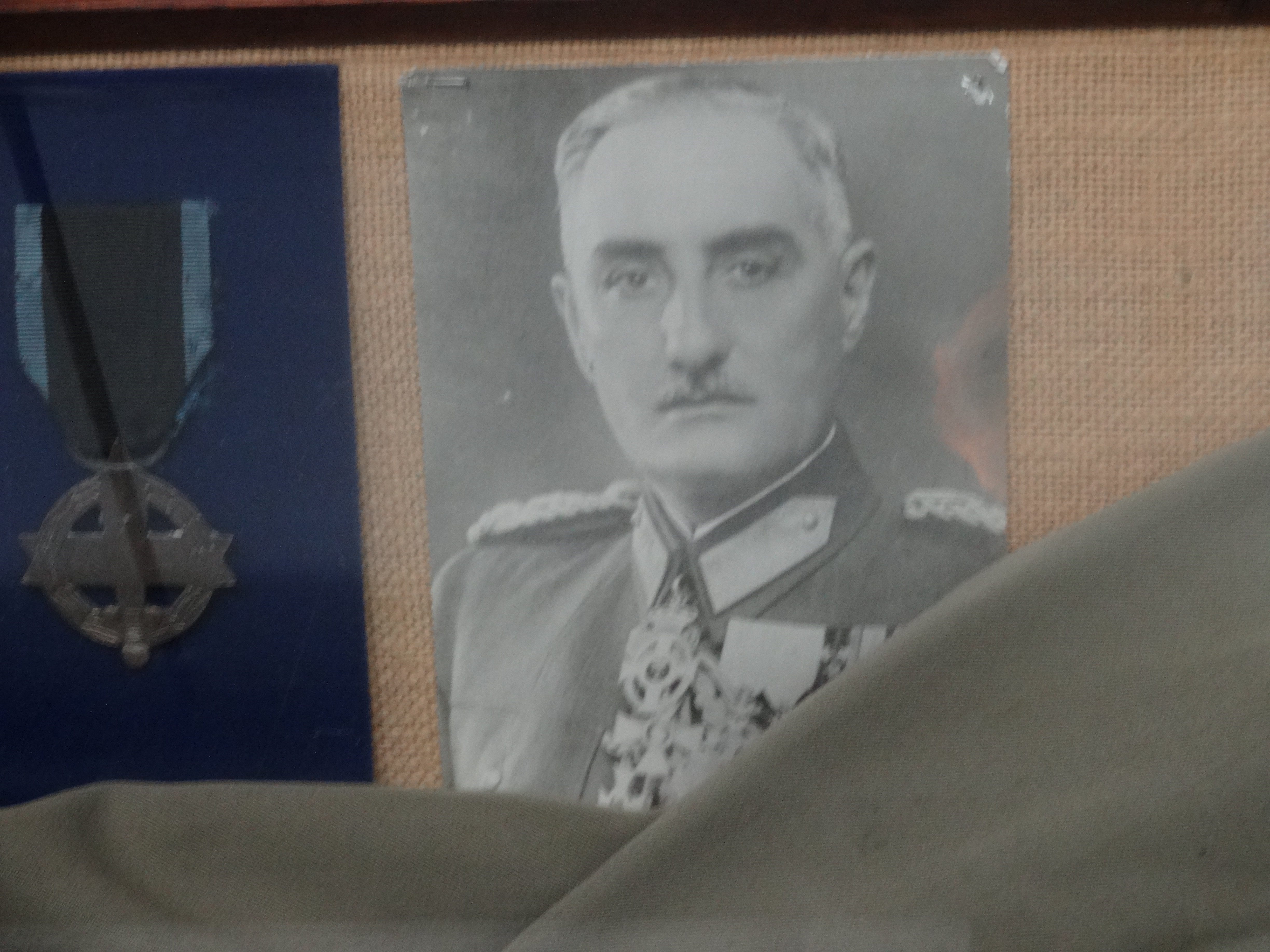
Стенд посвящённый генерал — майору кавалерии Иоаннису Цангаридису в Военном музее Афин

В том что касается кавалерии, самой известной жертвой режима стал генерал-майор кавалерии И. Цангаридис.
Он был обвинён в критике Метаксаса и его правительства в непринятии серьёзных мер для подготовки страны к надвигающейся войне, как и в критике профессиональных способностей генерала А. Папагоса, назначенного командующим армии:460.
Цангаридис знал Папагоса лично, был его сослуживцем по Кавалерийской бригаде во время Малоазийского похода, в последний период которого Папагос был одним из командиров бригады, чьи действия (или бездействие) подвергаются острой критике военных и историков.
Генерал Цангаридис был сослан на Сифнос, а затем на остров Икария, где умер в марте 1939 года. Его семья никогда не признала заявление властей, что он умер естественной смертью:461.
Заимствуя организационные и внешние атрибуты фашистской Италии и нацистской Германии, Метаксас дистанцировался от расовых теорий нацистов (к примеру евреев принимали в организацию молодёжи Метаксаса — EON.
Верный греческой монархии, имевшей датско-немецкие корни, и будучи германофилом ещё до Первой мировой войны, в геополитическом плане Метаксас знал, что с начала XIX века воссозданное греческое государство ориентировалось на Британию.
В мае 1940 года, за 5 месяцев до вступления Греции в войну, Метаксас заявлял что повторяющейся догмой Греции является то, что она не может находиться в лагере отличном от лагеря Великобритании.
Он надеялся, что его идеологическая близость с странами Оси позволит ему сохранить нейтралитет в надвигающейся войне, даже после занятия итальянцами соседней Албании в 1939 году. Метаксас находил понимание у посла Италии в Афинах Э. Граци, который также пытался избежать войны между, как он писал, «Двумя благороднейшими странами мира, которым человечество обязано всем, чем располагает в духовной сфере». Последовал ряд итальянских провокаций, кульминацией которых стало торпедирование «неизвестной» подлодкой старого греческого эсминца «Элли» в день православного праздника Богородицы 15 августа. Это «гнусное преступление», как писал Граци, «создало по всей Греции атмосферу абсолютного единогласия… Муссолини достиг действительного чуда: греки были разделены. Его политика объединила их». 20 августа греческая армия заняла полосу 20 км вдоль албанской границы, которая в 1939 году была демилитаризована как жест нейтралитета. 3 октября Граци информировал Рим, что Греция начала мобилизацию.

## Начало греко-итальянской войны
27 октября 1940 года Граци получил текст ультиматума, который он должен был вручить 28 октября в 3 часа ночи, предоставив правительству Греции 3 часа на ответ. Не дожидаясь ответа, итальянское наступление началось в 05:30. «Чувствуя отвращение к собственной профессии», за то что «долг сделал его соучастником подобного бесчестия», Граци предъявил ультиматум Метаксасу, в доме генерала.
Генерал прочитал ультиматум и печальным, но твёрдым голосом ответил на французском «Ну что ж, это война!» (фр. Alors, c'est la guerre!. Ни Муссолини, ни оккупированные (кроме Британии) страны Европы, склонившие голову перед фашизмом, не ожидали этого ответа от маленькой страны. Андре Жид, обращаясь в тот же день к К. Димарасу как представителю Греции, говорил: «Вы представляете для нас пример мужественной добродетели и реального достоинства. И какую благодарность и восхищение вы вызываете, поскольку вы, в очередной раз, дали всему человечеству веру, любовь и надежду».
Но в действительности, как писал позже в своём докладе о греко-итальянской войне генерал Д. Катениотис, правительство Метаксаса и генеральный штаб, во главе с генералом Папагосом, не имели никакого отношения к последовавшим греческим победам. Более того, победы были достигнуты вопреки пораженческим действиям генштаба и благодаря действиям полевых командиров.
Ни Метаксас, ни Папагос не верили в победу греческой армии. За несколько дней до начала войны генерал Папагос, обращаясь к командиру Группы Армии Западной Македонии генералу Георгулису говорил, что « мы сделаем всего лишь несколько выстрелов в честь оружия». 30 октября, на второй день войны и обращаясь журналистам, Метаксас заявлял: « Но есть моменты, когда народ обязан, если он хочет оставаться великим, принять бой даже если у него нет никакой надежды победить».
Историк Т. Герозисис пишет: «Командование армии и диктаторский режим не подозревали, что младшие офицерские чины ощущали твёрдое намерение народа оказать сопротивление любому чужеземному вторжению.
Этим объясняется, что на поле боя в Элеа-Каламас генерал-майор Кацимитрос, „сумасшедший“ командир VIII дивизии, добился „неожиданного“ успеха, что на поле боя полковник Давакис и майор Каравиас, возглавляя отряд в 2 тысячи солдат и защищая фронт протяжённостью в десятки км, блокировали продвижение мощнейшей итальянской дивизии Джулия»:528.

## Греческая кавалерия на первом этапе войны
К началу войны, греческая армия была организована в 5 Корпусов и располагала 14 пехотными и 1 кавалерийской дивизиями, 3 отдельными пехотными и 1 кавалерийской бригадами.
С мобилизацией число частей возросло и в ходе войны в их составе произошло много перемен.
Греческая кавалерия начала войну в следующем составе:
— Кавалерийская дивизия
— Кавалерийская бригада, которая в начальный период действовала независимо от Кавалерийской дивизии
— Кавалерийские разведгруппы «Α», «Β», «Γ», «∆» и «Ε», бывшие в подчинении корпусов армии
— Кавалерийские разведгруппы Ι,XVII и XX дивизий
Нужды войны, специфика горного рельефа, зимние условия в горах Северного Эпира и трудности с заменой коней диктовали необходимость многочисленных перемен. Некоторые кавалерийские части расформировывались, другие создавались.
В конечном итоге греческая кавалерия выставила в этой войне следующие силы:
— Конные илы 47
— Механизированные илы 4
— Батареи пулемётов 10
— Уламо́с (четверть роты) пулемётов 15, пулемётов 192
— Илы миномётов 3
— Уламо́с (четверть роты) миномётов 5, миномётов 22
Хотя и после мобилизации кавалерия в численном отношении составляла малую часть греческой армии в Северном Эпире, она рассматривалась командирами корпусов как отборная сила. С первых же боёв кавалерия проявила свой боевой и наступательный дух. Греческая историография отмечает также, что это были самые большие кавалерийские силы сформированные когда либо современной греческой армией.

### Вклад Кавалерийской бригады в греческую победу в горах Пинда

Итальянское вторжение и его отражение греческой армией в первые недели войны

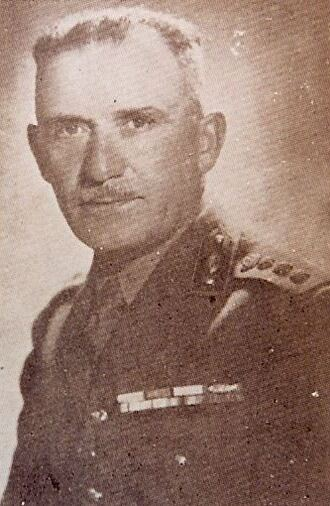
Полковник Сократис Димаратос, командир Кавалерийской бригады

Кавалерийская бригада, под командованием полковника Сократиса Димаратоса, базировалась в Салониках. После мобилизации с началом войны 28 октября 1940 года, Бригада перешла в соседний Лангадас. 30 октября, по приказу генштаба, Бригада перешла под командование Группы (дивизий) Армии Западной Македонии (Τµήµα Στρατιάς ∆υτικής Μακεδονίας — ΤΣ∆Μ), и через Верию, куда была доставлена по железной дороге, перешла в Козани. Бригаде были приданы: Одна лёгкая кавалерийская ила (без пулемётов) из механизированного полка и одна батарея орудий Шкода. В ночь на 31 октября части Бригады начали собираться у города Гревена, где и были подчинены II корпусу армии, на который была возложена оборона сектора Пинда.
Между тем с первых дней войны итальянские силы, и прежде всего альпийская дивизия «Джулия» и 47 пехотная дивизия «Бари», вклинились на территорию Греции вдоль хребта Пинда на глубину до 30 км. Этот клин создал угрозу отсечения греческих сил в Эпире от сил в Западной Македонии. «Отряд Пинда» полковника Константина Давакиса, сформированный из мобилизованных до начала войны резервистов 51 пехотного полка, сдерживал превосходящие силы противника, но через два дня боёв, стал отступать шаг за шагом, в результате чего итальянцы заняли сёла Самарина, Дистрато и Вовуса, ставшие крайними точками их продвижения. Итальянцы ставили целью занятие региона Мецовона, транспортного коридора стратегического значения для коммуникаций между Фессалией и Эпиром.
II корпус армии для разрешения создавшейся критической ситуации в секторе Пинда, приказал Бригаде перекрыть итальянцам путь от Самарины к Гревена, и в случае их продвижения к Дистрато атаковать их фланги.
Для выполнения задачи Бригаде были приданы: 1-й кавалерийский полк (2 илы), который перешёл к Гревена из Лангадаса, где была произведена его мобилизация, «Β» разведгруппа, которой был подчинён и эскадрон Мексаса 1-го кавалерийского полка, прибывшая в Дуцико 2 ноября, 1/51 пехотный батальон, находившийся в этом регионе.
Первые части 1-го кавалерийского полка 2 ноября прибыли на грузовиках в Дуцико и немедленно двинулись к перевалу Скурдза.
После жестоких боёв, Бригада заняла к вечеру 2 ноября линию по высотам Ликокремасма — Скурдза — Аница.
Против неё была расположена итальянская дивизия «Джулия» со штабом в Дистрато и 8-м и 9-м полками альпинистов удерживавшая линию Богдани — Самарина — Дистрато — Палиосели.
3 ноября Бригада была направлена к Самарине и горе Вузиос. Бригада продвинулись не встречая сопротивления, за исключением Лёгкой илы, которая сломила сопротивление итальянцев при занятии ею Самарины, взяла в плен солдат 8-го полка альпинистов, захватила 4 рации и большое число оружия. Одновременно «Β» разведгруппа и 1-й кавалерийский полк установили посты на горе Вузиос.
Таким образом Бригада достигла поставленных целей и перекрыла путь наступления 8-го полка альпинистов через Самарину к Дистрато и Вовусе, вынудив альпинистов отступить к Дистрато.
C утра 4 ноября часть «Β» разведгруппы продвинулась и заняла перевал «Ромьо́с», взяв в плен большое число итальянцев.
После занятия «Ромьо́с» и Самарины Бригада перерезала главный путь снабжения и отступления итальянцев.
С 5 ноября Бригаде были переданы пехотные 7й полк и Ι/5 батальон.
В период 4 — 7 ноября и после чередующихся атак и контратак противников, перед лицом непрерывного наступления Бригады и угрозы быть блокированными в горах Смоликас, итальянцы отказались от занятия Вовусы и Мецово. Под давлением греческих частей потрёпанные итальянские части выскользнули в регион города Коница.
С 5 по 8 ноября основной задачей Бригады было отсечь и последний возможный путь отступления итальянцев от Дистрато к Армата и Подес. Историографией особенно отмечены бои 1го кавалерийского полка против сконцентрировавшихся здесь итальянских сил. Стратегическая высота Смоляни многократно переходила из рук в руки, пока наконец, после решительной контратаки, не осталась за 1 м кавалерийским полком.
Утром 8 ноября Бригада вступила Дистрато взяв в плен 30 итальянских солдат и офицеров и захватив расположенный там операционный (хирургический) центр Дивизии альпинистов с (по разным источникам) от 30 до 200 раненных итальянцев.
Чуть позже к Дистрато подошли выступившие из Вовусы части Кавалерийской дивизии.
С 9 ноября «Β» Разведгруппа Бригады, преследуя отступающего врага, выдвинулась из Дистрато к Армата и Педес и вечером того же дня заняла Армату, где взяла в плен 55 итальянских солдат. Продолжая преследование и сломив их сопротивление на высотах Падес, группа взяла в плен ещё 80 итальянцев.
10 ноября «Β» Разведгруппа Бригады, вместе с пехотным «Отрядом Аоса» полковника Мордехая Фризиса, взяли в плен 19 итальянских офицеров и около 100 рядовых.
10 ноября стало датой завершения успешных боёв Бригады на Пинде. Бригада вошла в контакт с Кавалерийской дивизией, которая продолжала преследование неприятеля к албанской границе, в то время как II Корпус приказал Бригаде собраться в Самарине для реорганизации.

### Вклад Кавалерийской дивизии в греческую победу на Пинде

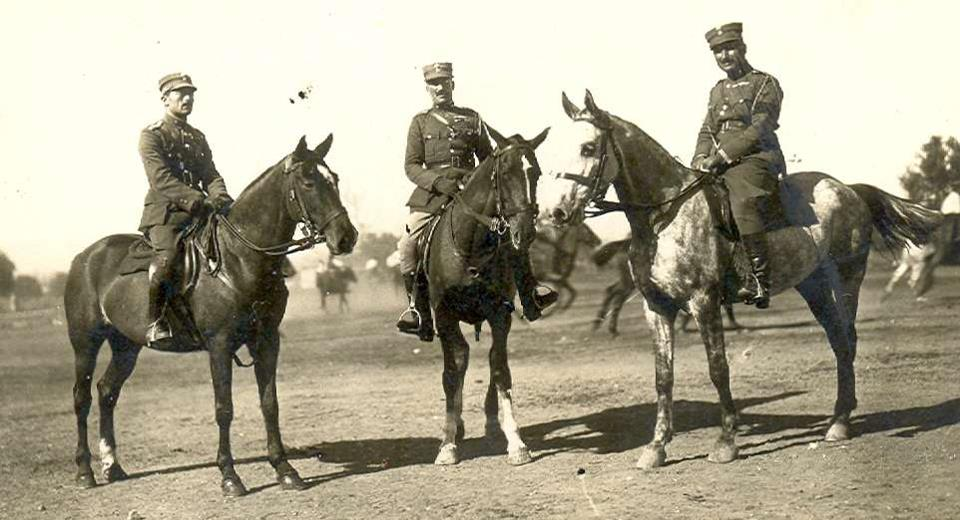
Георгий Станотас (в центре) в Малоазийском походе (1919—1922)

Кавалерийская дивизия, под командованием генерал-майора Георгия Станотаса, прибыла из Салоник в регион Мецово — Каламбака 1 ноября.
В состав дивизии входили:
— 3й Кавалерийский полк Серр, кроме 3й илы оставленной в Ксанти, на случай болгарского вторжения
— Механизированный полк кавалерии, кроме одной лёгкой илы.
— Дивизион конной артиллерии, кроме одной батареи предоставленной раннее Кавалерийской бригаде
— Конный дивизион пулемётов.
— Уламо́с (четверть роты) сапёров и ила связистов.
В Каламбаке Кавалерийской дивизии были переданы 4й пехотный полк, один батальон 7го пехотного полка и батарея 155 мм орудий. Дивизия находилась в непосредственном распоряжении главнокомандующего армии и ей была поставлена задача перекрыть дорогу Яннина — Каламбака у Вовусы. Быстрыми движениями Дивизия заняла горный массив Кукурудзос, что дало ей возможность собрать все свои силы в Мецовон, где с 1 ноября уже находился её штаб. 2 ноября Дивизия перевезла на грузовиках из Каламбаки в Мецово ΙΙ/4 пехотный батальон, который ночным маршем 3 ноября перешёл к Вовусе.
Тем временем итальянский 8й полк альпинистов также вышел из Дистрато к Вовусе, и подошёл к селу 3 ноября.
Одна единственная греческая пехотная рота из «Отдельного отряда Пинда» полковника Давакиса:85 с успехом отражала натиск итальянского полка пока на помощь ей не подошёл 11/4 батальон. Вечером итальянцы задействовали артиллерию, обстреливавшую обороняющихся с дистанции 300—400 метров.
В тот же день в Мецово прибыли первые части Механизированного полка кавалерии. К утру 4 ноября греческая победа в бою за Вовусу стала необратимой, итальянцы отступили к Дистрато, оставив на поле боя 35 убитых.
Вовуса стала самой южной точкой продвижения дивизии Джулия. К вечеру 4 ноября Кавалерийская дивизия установила контроль на линии Кукудза — Вовуса и продолжила продвижение. 8 ноября, после занятия Дистрато, Кавалерийская дивизия собрала почти все свои части по оси Дистрато — Вовуса, и подчинила себе «Отряд Аоо́са» М. Фризиса. Между тем, с 6 ноября Кавалерийская дивизия перешла под командование I корпуса.
После этого благоприятного для греческого оружия развития событий и с началом итальянского отступления, генштаб приказал Кавалерийской дивизии, включая «Отряд Аоо́са» и Кавалерийскую бригаду, развернуться к Элефтеро и Конице, чтобы способствовать продвижению к этому региону II Корпуса. Сразу после этого, Кавалерийская дивизия должна была высвободить свой механизированный полк, который должен был вернуться в Мецово и перейти в распоряжение VIII дивизии.
9 ноября авангард Кавалерийской дивизии, 1/3 эпилархиа (батальон кавалерии), вышел из Арматы к Элефтеро, куда прибыл на следующий день. В этот день командир «Отряда Аоо́са» координировал наступательные действия полуэскадрона из 1/3 эпилархии и одной роты своего «Отряда» против частей 8го полка альпинистов в Элефтеро. Быстрой и решительной атакой были достигнуты внезапность и разгром итальянских частей. Были взяты в плен 15 офицеров и 700 рядовых, 300 итальянских солдат были найдены убитыми на поле боя. Греческие потери были незначительными и в основном затронули кавалерийский полуэскадрон, чей командир был тяжело ранен.
11 ноября та же самая эпилархия, без коней, преследовала отступающих и у Коницы вступила в бой с частями 9го полка альпинистов, разбила их и преследовала до Коницы.
13 ноября продвижение Кавалерийской дивизии было остановлено, в регионе Коницы, где собрались значительные итальянские силы и их сопротивление усилилось.

### Деятельность кавалерийских частей в составе Ι Пехотной дивизии
В распоряжение Ι Дивизии действовавшей в секторе Пинда были переданы следующие кавалерийские части:
— Ила из «Β» Разведгруппы, одной из первых пришедшая на помощь «Отряду Пинда».
— IX Разведгруппа, прибывшая в Эптахо́рио 3 ноября.
— Χ Разведгруппа прибывшая в Эптахо́рио 6 ноября.
Выше означенные кавалерийские части приняли участие во всех тяжёлых боях которые дала Ι Пехотная дивизия.
7 ноября IX Разведгруппа, совместно с 1/4 Пехотным батальоном вступили в тяжёлый бой в селе Пурняс. Под давлением греческих пехотинцев и кавалеристов итальянцы отступили в беспорядке. В плен попали 70 итальянцев, включая 4 офицеров. В тот же день ила «Β» Разведгруппы заняла село Вурбияни. В полдень 9 ноября ила из IX Разведгруппы предприняла попытку занять высоту Цобани на горе Змоликас. Командир илы, не дождавшись обещанных подкреплений, немедленно атаковал высоту и занял её, взяв в плен 60 итальянцев. В тот же день (9 ноября) Χ Разведгруппа отбила итальянские атаки у Далиополиса на горе Смоликас. Не сумев прорвать позиции Группы, итальянцы отступили в беспорядке утром 10 ноября, оставив на поле боя боеприпасы, пулемёты, миномёты, рацию, мулов и даже знамя ΙΙΙ/9 батальона альпинистов, 9 раненных и тела 7 убитых солдат.
Бои Χ Разведгруппы и 1/4 пехотного батальона увенчались разгромом целого батальона 2 го полка альпинистов, большим числом убитых 9го полка, включая командира полка.
Деморализованные и разрозненные альпинисты сдались в полдень Кавалерийской дивизии действовавшей в направлении Падес — Элефтеро.

### Значение успехов кавалерии в сражении на Пинде
Успех Кавалерийской Бригады, а также I пехотной дивизии и Кавалерийской дивизии (после 2 ноября) в Сражении на Пинде имел огромное значение, поскольку способствовал ликвидации итальянского клина и разгрому Дивизии «Джулия».
Кроме понесённых ими больших потерь, итальянцы утратили первоначальный боевой дух.
После двух недель боёв греческие силы сумели отразить итальянское вторжение в сражении на Пинде и в сражении при Элеа-Каламос, что стало первой победой антифашистской коалиции во Второй мировой войне.
Греческие кавалерийские части, как и пехотные дивизии, перешли государственную границу и перенесли военные действия на территорию Албании.

## Операции до марта 1941 года

Греческое наступление в Северном Эпире (Южной Албании) с 13 ноября 1940 года по 7 апреля 1941 года, то есть до второго дня немецкого вторжения в саму Грецию

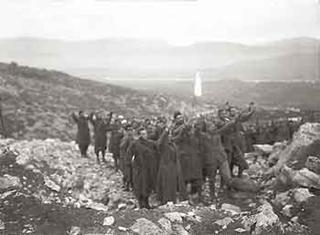
5 декабря 1940 года. Итальянцы сдаются греческой армии. Фотография художника и фотографа Георгиоса Прокопиу, за несколько дней до его смерти на фронте

После отражения вторжения, греческая армия перешла в наступление, изгнала итальянскую армию с территории Греции и в очередной (многократный) раз с 1912 года заняла (в греческой историографии освободила) бо́льшую часть Северного Эпира. Греческие победы следовали одна за другой. 22 ноября был занят город Корча, 29 Поградец, 5 декабря Премети, 6 Агии Саранда, 8 Аргирокастро, 22 декабря Химара. Дальнейшее продвижение греческой армии замедлилось в силу тяжёлой зимы в горах
Большое Итальянское весеннее наступление в начале марта 1941 года, совершённое под личным наблюдением Б. Муссолини завершилось полным провалом.
Греческая армия не только удержала линию фронта в Албании, но вырисовывалась перспектива полного разгрома итальянской армии — греческие войска находились всего в 10 милях от стратегического албанского порта Влёра.
Германия, готовившая войну против СССР, была вынуждена прийти на помощь своему союзнику.

### Греческая кавалерия в операциях до марта 1941 года
Несмотря на горный рельеф театра военных действий и зимние условия, которые ограничивали действия кавалерии, её вклад в греческие победы на территории Албании был огромным.

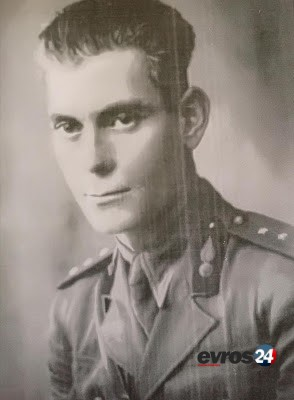
Константинос Дзавелас, командир илы 3го Кавалерийского полка. Погиб при взятии албанского города Премети 2 декабря 1944 года. 177 й представитель исторического военного рода Дзавеласов, павших на поле боя за Отечество

Кавалерийская дивизия действовавшая между I и II Корпусами армии освободила 16 декабря Коницу, изгнала итальянцев за государственную границу и приняла участие в операциях в результате которых были заняты Лесковик и Премети. После чего Кавалерийская дивизия была поэтапно, с 11 по 28 декабря, заменена в секторе реки Аоо́с I Пехотной дивизией, и отведена в регион Коница — Висиани, где и оставалась в резерве до 17 февраля 1941 года.
Другие кавалерийские подразделения из Разведгрупп и Механизированного полка, в роли авангарда, достигли крайних линий греческого продвижения на всех секторах фронта.

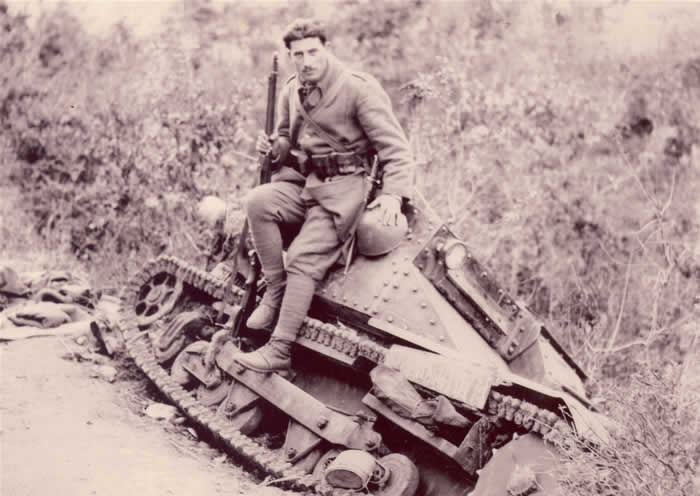
Греческий солдат сидит на захваченной итальянской танкетке Carro CV3/33

В Химаре, перед Тепелени, в Поградце эти подразделения с успехом исполнили поставленные им задачи как кавалеристы, в то время как в долинах рек Дрино и Аоо́с кавалеристы этих подразделений противостояли танкам противника, уничтожив и захватив многие из них.
Писатель Ангелос Терзакис, принявший участие в этих боях, описывал действия греческих кавалеристов так:

«Две группы кавалерии наступавшие к Фтера, по дороге на Химару, потеряли 200 коней от падения в ущелья или утонувших в бурных зимой горных реках. Однако кавалерия везде, на всех фронтах, ведёт бой в пешем строю, снова садится на коней, преследует, снова воюет спешившись как два разных рода войск». 
.
Тем временем, Кавалерийская бригада, которая с 11 по 22 ноября была резервом II Корпуса и в период операций до 7 декабря действовала в составе II Корпуса в регионе Фрасари — Страндзи, в 1600 метров над уровнем моря, с 1 января 1941 года перестала существовать и её части вошли в состав Кавалерийской дивизии.
В период с 18 февраля по 23 марта Кавалерийская дивизия перешла в регион к северо-востоку от Корча и с 24 марта по 6 апреля, накануне немецкого вторжения, заняла оборонительную позицию южнее Охридского озера.
С 7 апреля и после начала немецкого вторжения, Кавалерийская дивизия заняла оборонительную линию от Варнунда до горы Верно, западнее города Флорина, с целью прикрыть Армию Западной Македонии с востока.

## Оценка роли кавалерии в греко-итальянской войне в докладе генерала Д.Катениотиса
Уже после начала тройной, германо — итало — болгарской, оккупации Греции, генерал-майор Д.Катениотис подготовил доклад о ходе греко-итальянской войны с оценками о действиях командования и частей.
Оценки генерала Катениотиса о действиях кавалерии более чем положительные: "… Крайне важно признать вклад кавалерии, которая стала основным фактором триумфа на Пинде, полностью оправдывая рекомендации I и III Корпусов армии о немедленном использовании Кавалерийской бригады и Кавалерийской дивизии. Все доклады командиров больших соединений единодушны в оценке исключительного вклада кавалерии, признавая что её использование в качестве мобильной пехоты имело максимальный результат, заменяя во многом введённые в других (иностранных) армиях мобильные моторизованные части.
Далее генерал Катениотис пишет:
«Более внимательное изучение этого вопроса и изучение приказов (генштаба) изданных в течение 20 дней, убеждает нас, что самым большим вкладом кавалерии было возрождение наступательного духа… Но героическая молодёжь кавалерии, отбросив усыпляющие приказы (генштаба), бросилась неукротимо вперёд, опрокидывая лыжников „Джулии“ вдохновляясь лишь наступательными традициями кавалерии».
В завершение генерал Катениотис пишет:

«Борьба в высоких и заснеженных горах, без коммуникаций и снабжения, в бесплодных и скалистых регионах, в ходе которой кавалерия одолела подготовленные и снабжённые части альпинистов в их стихии, является вероятно уникальным явлением во всемирной военной истории». 
.

## Военно-политическая дилемма
Греческие победы создали предпосылки полного разгрома итальянской армии в Албании, но делали вероятным вмешательство Гитлеровской Германии, которая не могла допустить разгрома своего основного союзника.
В начале 1941 года англичане предложили Метаксасу послать свои силы на фронт Эпира. Метаксас попросил 10 дивизий и соответствующую авиацию. Англичане предложили только 2 дивизии и малые авиационные силы. Метаксас счёл предложение ловушкой, что англичане в действительности не собираются расширять греческий плацдарм и просто провоцируют Германию этими малыми силами, отвлекая её от других фронтов.
Считая что с таким соотношением сил, в случае германского вторжения, Греция станет героической жертвой геополитической игры, Метаксас ответил: «Лучше не присылайте нам ничего. Единственное чего вы добьётесь в этом случае, это спровоцировать нападение немцев.».
Метаксас умер 29 января. Возглавивший правительство А. Коризис, после бурных совещаний с союзниками, согласился на отправку в Грецию этих малых британских сил.
В начале марта началась переброска в Грецию из Ближнего Востока 2 пехотных британских дивизий и одной танковой бригады, занявших далёкую от фронта линию обороны в Западной Македонии и севернее Олимпа. Генералы М. Дракос, Д. Пападопулос и Г. Космас, считая что это был лишь шаг геополитики, открыто выразили своё возражение о целесообразности пребывания на греческой территории и в ожидании немецкого вторжения столь слабых британских сил. Они сочли, что эти маленькие силы могут стать лишь поводом и оправданием для немецкого вторжения. Генералы считали, что греческие войска должны были оставлены самими отразить немецкое вторжение и «пасть на поле боя и чести» перед колоссальным в числах и средствах врагом, но лишить его «любого» якобы дипломатического или военного оправдания. В любом случае, маленький британский корпус, лишённый достаточной воздушной поддержки, не мог оказать существенной помощи греческой армии. После заявления трёх генералов, генштаб счёл, что их взгляды не соответствуют взглядам штаба и отправил их в отставку 7 марта 1941 года, за месяц до немецкого вторжения.

## Кавалерия в отражении немецкого вторжения
Германское вторжение в Грецию началось 6 апреля 1941 года. В тот же день немцы и их союзники вторглись в Югославию, поскольку мартовский переворот нарушил планы присоединения этой страны к «Оси». Против Греции германское командование выставило 7 пехотных, 3 танковых, 1 механизированную дивизии и 1400 самолётов:546.
Из 22 дивизий, которыми располагала греческая армия, 16 находились в Албании, вдали от нового фронта.
Непосредственно против немецкой армии, греческая армия выставила 5 дивизий, из которых как писал генерал Катениотис, 2 из «сборищ пограничных секторов», 1 из пенсионеров, 2 не имевших боевого опыта.
При этом, не располагая силами и полагая что союзная югославская армия окажет какое то сопротивление немцам, греческая армия, как и в предвоенные годы, оставила неприкрытой границу с дружественной Югославией.
Неблагоприятное развитие операций на юге Югославии и быстрое продвижение немцев создали непосредственную угрозу как ещё не созданному греческому фронту в Центральной Македонии, так и правому флангу греческой армии сражавшейся против итальянцев на юге Албании. Продвигаясь на юг через югославскую Битолу, где разложившаяся югославская армия не оказала никакого сопротивления, немцы могли обойти левый фланг греко-английской Группы "W , и одновременно угрожать с юга греческой армии в Албании.
В создавшейся обстановке, утром 8 апреля греческий генштаб приказал Группе Армии Западной Македонии, под командование которой перешла Кавалерийская дивизия, прикрыть опасные направления с севера и востока, и на правом фланге соединиться с Группой "W.

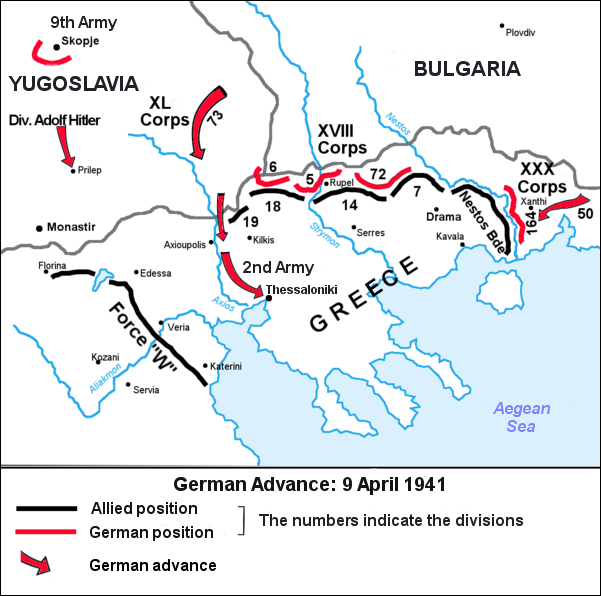
Продвижение немецкой армии до 9 апреля 1941 года, когда танковая дивизия СС «Рейх» вступила в Салоники

Для выполнения этой задачи Группа Армии Западной Македонии предоставила:
— XIII Разведгруппу с пехотным батальоном XIII дивизии, которым была поставлена задача прикрыть перевалы восточнее Охридского озера
— XVI Разведгруппу, для прикрытия перевалов западнее озера Большая Преспа.
— XXI Разведгруппу, под непосредственным командованием Кавалерийской дивизии, для прикрытия перевалов восточнее Большой Преспы
— Кавалерийскую дивизию, усиленной XXI Пехотной бригадой (88-й полк, Дивизион полевой и дивизион тяжёлой артиллерии), с задачей прикрыть направления с востока и соединиться с Группой "W по линии Варнус -Вермио до села Нимфео
После разложения югославской армии Кавалерийская дивизия получила приказ создать линию обороны несколько южнее и западнее, от озера Преспа до города Аминдео и, одновременно, передала XXI Пехотную бригаду, на вторую линию обороны, 6-й австралийской дивизии.
Heinz Richter, в своей книге «Итало-германское нападение на Грецию», пишет, что генерал Уилсон, Генри Мейтленд приказал 9 апреля отход своих сил, оправдываясь тем что: «…Кавалерийская дивизия расположилась на огромной площади и между ней и греческими силами в Албании располагались только патрули».
Несмотря на многочасовые без остановки переходы в снегу, дивизия не успела подойти к городу Флорина, который был занят 10 апреля, вышедшей к нему из соседнего югославского Битола, 1-й дивизией СС «Адольф Гитлер» генерала Дитриха.
После чего основные немецкие силы повернули к теснине Клиди (Кирли Дервен).

### Оборонительные бои греческой кавалерии с 10 апреля по 16 апреля
Разведгруппа 3 го кавалерийского полка вошла 10 апреля в контакт с моторизованной немецкой частью, после чего вернулась в расположение полка, установившего линию обороны Кулино — Вигла восточнее Писодери. В полдень того же дня моторизованные части Вермахта предприняли атаку вдоль шоссе, соединявшее Писодери и Флорину. Вечером немцы предприняли более мощную атаку в том же направлении, при поддержке артиллерии, но после трёхчасового боя были вынуждены отступить.
11 апреля немецкое давление на позиции Кавалерийской дивизии в Клиди усилилось. Их неоднократные попытки занять перевал Писодери были отбиты 3 м кавалерийским полком, несмотря на превосходство немецких частей в числах и технике.
73-я моторизированная немецкая дивизия выдвинулась из Флорины к западу, но была остановлена огнём спешившихся кавалеристов и артиллерии Кавалерийской дивизии.
Не имея возможности использовать танки, немцы отошли и преследовались кавалеристами дивизии Станотаса.
Heinz Richter пишет: «…Авангард элитной дивизии SS Адольф Гитлер попытался наступать через горный проход Писодери, но был отбит частями греческой Кавалерийской дивизии..» ".
Успех дивизии Станотаса не позволил немцам отсечь 11 апреля греческие силы в Албании, от британских сил на второй линии обороны.
В ночь 11/12 апреля генштаб приказал отход греческих сил из Албании. Кавалерийской дивизии было приказано удерживать свои позиции, чтобы дать возможность отхода ΧΙΙΙ, ΙΧ и Χ дивизии.
Станотас приказал своему 1-у полку действовать наступательно и взять под контроль дорогу Флорина -Писодери.

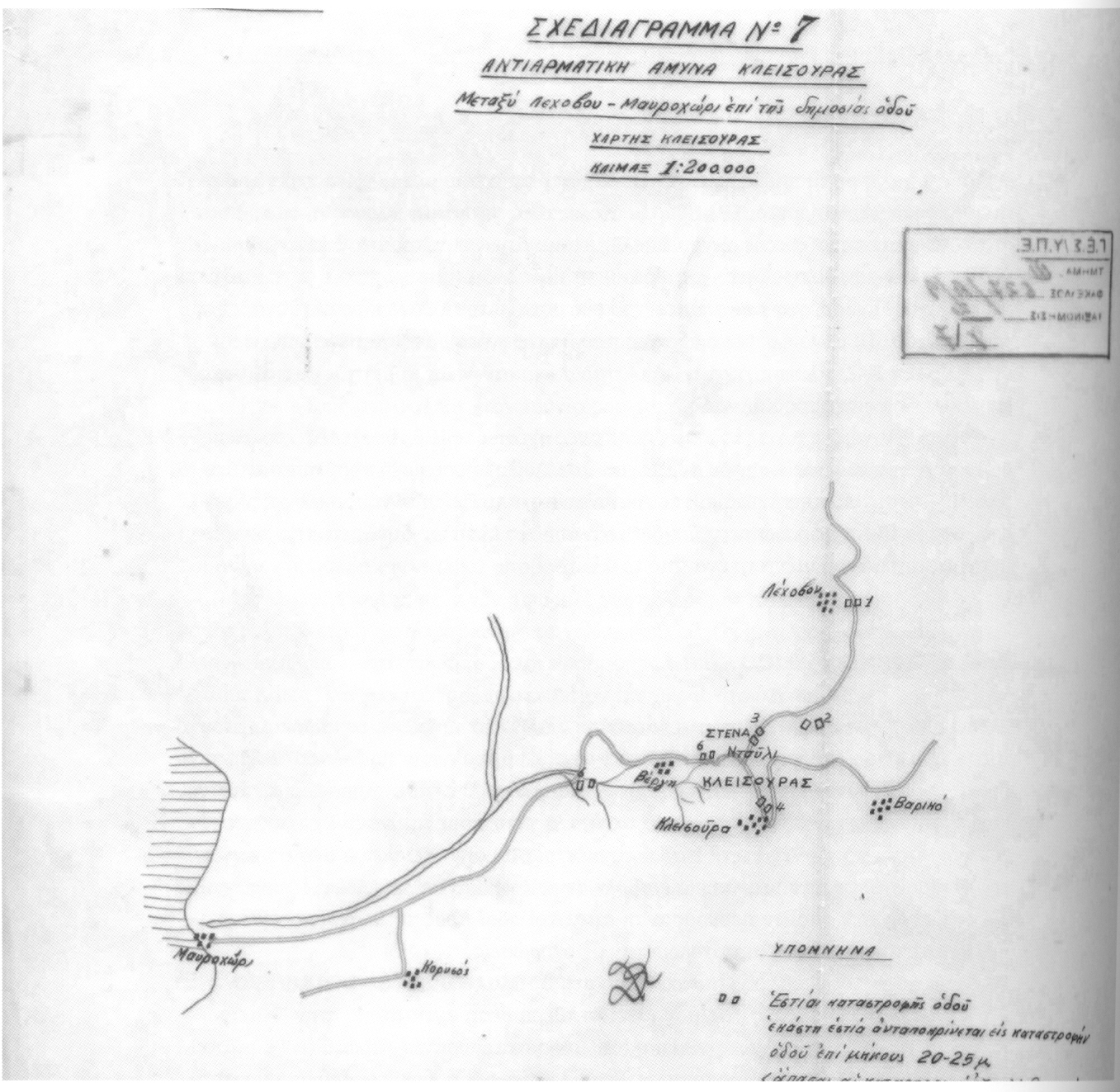
Греческая противотанковая оборона в Клисуре, на позиции Даули 11-12 апреля 1941 года

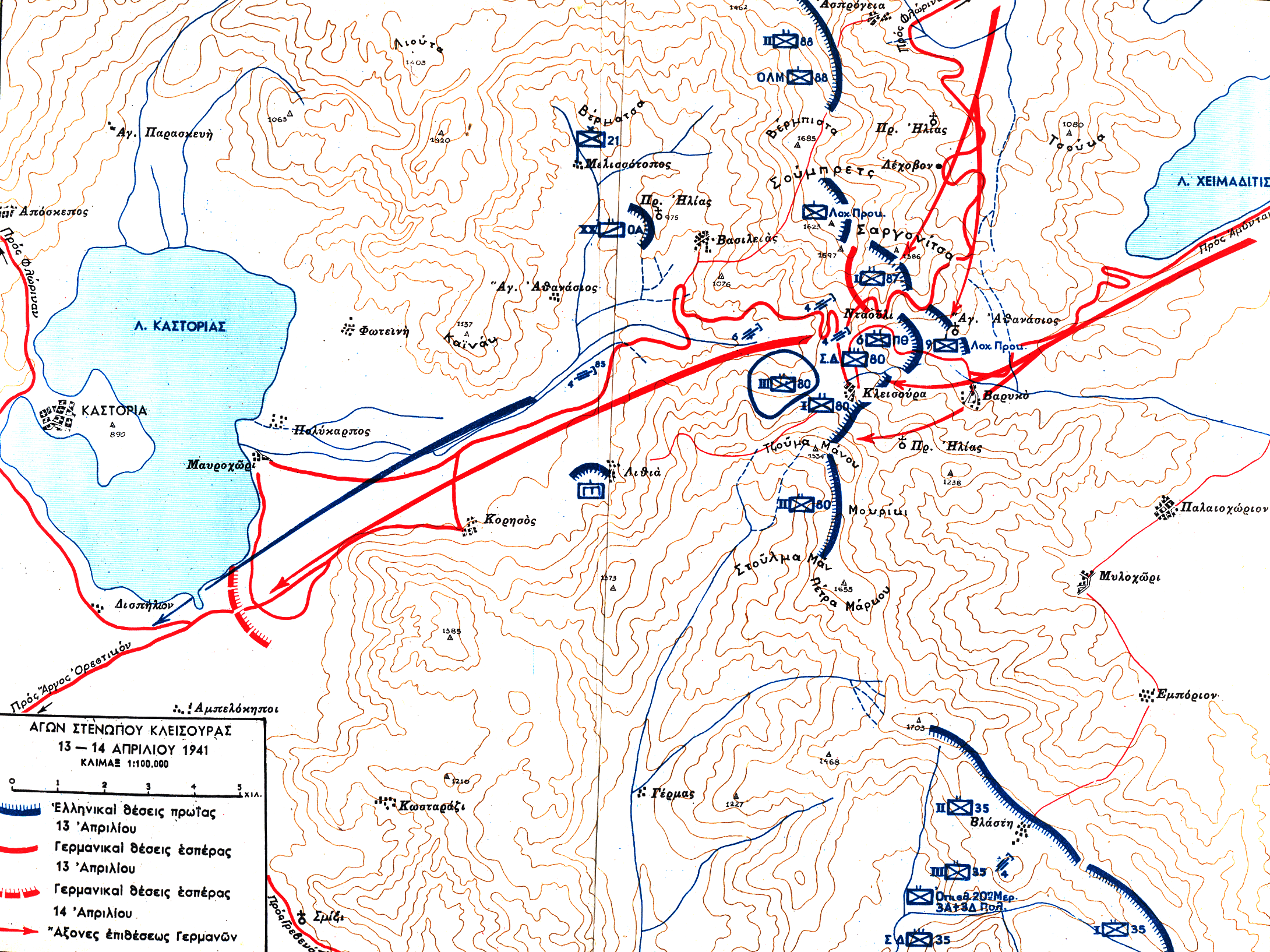
Карта боя в Клисуре 13-14 апреля 1941 года

Немецкая сторона признаёт успехи греческих кавалеристов: «12 апреля был самым решительным днём операции… Греческая Кавалерийская дивизия, которая защищала линию от Преспы до Клисуры, оборонялась с таким упорством, что проход в Писодери пал только 14 апреля…».
12 апреля немцы прорвали оборонительную линию греко-британской Группы «W» в Клиди, благодаря огромному перевесу в танках.
В своём секторе Кавалерийская дивизия удерживала позиции, дав одновременно приказ 1му кавалерийскому полку отрезать немецкие части проникшие за греческую линию обороны, что было исполнено полком с успехом.
Прорыв линии обороны в Клиди диктовал оставление региона Вермиона и отход греко-британских сил к Олимпу.
Союзники начали отход в ночь 12/13 апреля, но как пишет в своей книге Richter: «командир греческой Кавалерийской дивизии не был извещён о приказе отхода австралийскому батальону на правом фланге 21-й бригады».
В «Истории Греко-итальянской и Греко-германской войн», изданной греческим генштабом пишется, что приказ генерала Уилсона начать отход к Феромилам был поспешным, поскольку экспедиционный корпус ANZAC ещё не вошёл в серьёзный контакт с немцами, в то время как греческие силы сохраняли свои позиции. С другой стороны, благодаря этому шагу Уилсону удалось спасти бо́льшую часть своего корпуса.
Получив информацию о оставлении Вермиона и с согласия Группы Армии Западной Македонии, Кавалерийская дивизия приняла решение сдвинуть свой правый фланг и соединиться с XX дивизией, занявшей позиции в теснине Клисура.
С ночи 12 апреля Группа Армии Западной Македонии, получив разрешение генштаба начала поэтапный отход и завершила его 16 апреля.
Соединения Армии Западной Македонии должны были занять новые позиции к югу и западу от реки Алиакмон. Кавалерийская дивизия должна была отойти за новую линию обороны у города Сьятиста.
После отхода Группы «W» из Клиди, 13 и 14 апреля прошли без значительных событий.
Ночью 14 апреля части Группы получили приказ отступить далее на юг, поскольку возникла угроза со стороны Кастории.
Для предотвращения этой угрозы Кавалерийская дивизия попыталась защитить перевалы к Касторье, в особенности перевал Св. Фотини.
С полудня 14 апреля и до полудня 16 апреля Кавалерийская дивизия и её артиллерия отбила все атаки немецких танков и пехоты, нанеся наступающим большие потери в живой силе и технике. Перевал Св. Фотини оставался под контролем греческих кавалеристов до вечера, когда немцы заняли горный массив к северу, откуда начали обстрел дороги Св. Фотини — Кастория. Это позволило немцам занять Касторью в 20. 00.
15 апреля для нейтрализации греческой обороны на участке южнее озера Кастории, Вермахт задействовал до 40 штурмовых самолётов.
При их поддержке немцы предприняли новую атаку.

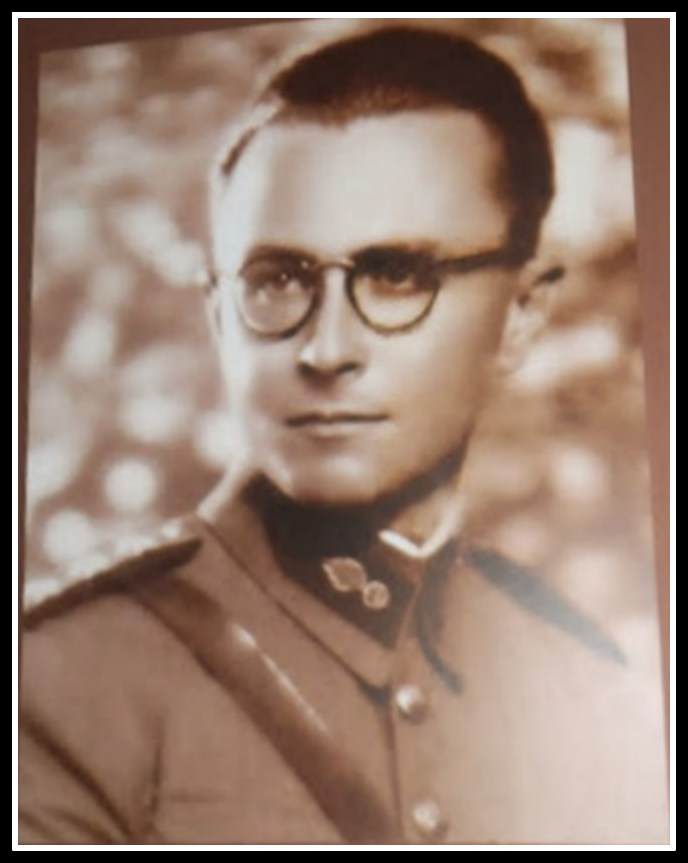
Майор Папарроду

После смерти командира кавалерийского эскадрона К. Хадзилиадиса, его кавалеристы отступили, но брешь была закрыта солдатами 4-го пулемётного батальона. В продолжавшемся бою, дивизион горной артиллерии майора Папарроду исчерпал все боеприпасы и большинство орудий были разбиты. Перед угрозой окружения, майор Папарроду приказал своим артиллеристам отходить, но сам остался на позиции, ведя огонь из пулемёта. Когда кончился боекомплект пулемёта, Папарроду не сдался, отстреливаясь из своего пистолета, и немцы были вынуждены застрелить его «на лафете орудия».
По свидетельству греческих пленных, немцы с уважением отнеслись к телу павшего офицера противника
В конечном итоге все части Кавалерийской дивизии сумели отступить без проблем и горной дорогой через Коромилиа собрались у села Скалохори.

## Поворот к Эпиру и расформирование Кавалерийской дивизии

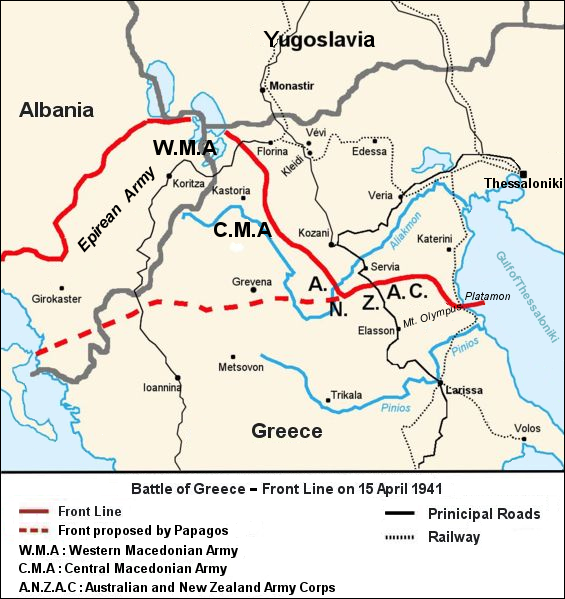
Линия фронта на 15 апреля

Хотя первый этап отхода частей Группы Армии Западной Македонии был осуществлён с успехом, вечером 15 апреля путь к Гревена и Каламбака был перерезан наступающими немецкими частями.
Командир Группы Армии Западной Македонии, взвесив события последних дней, принял решение повернуть все свои силы к Эпиру, через перевалы Пинда.
16 апреля Кавалерийская дивизия находилась в Скалохори, где также находились штабы XI и XIII дивизий.
По получении приказа отхода к Мецовон и Конице, три комдива согласовали пути перехода в горах Пинда.
Поскольку колёсная техника Кавалерийской дивизии не могла пройти горными тропами было принято решение о уничтожении этой техники и 4 орудий.
На совещании комдивов было принято решение, что при отходе к Мецово и Конице Кавалерийская дивизия будет прикрывать отступающие пехотные дивизии. С этой целью 17 апреля Кавалерийская дивизия послала разведчиков к Цотили, которые доложили что село было занято немецкими мотоциклистами.
Дивизия выступила в тот же день и к вечеру расположилась у села Корифи. Переход Дивизии продолжился и 19 апреля без немецкого вмешательства и в сочетании с отходом остальных дивизий.
Греческие части остановились ночью у села Краньа, где было получено сообщение что немецкие мотоциклисты были обнаружены в Флиани.
20 апреля переход продолжился в порядке и без проблем. Связь с штабом III Корпуса (как к тому времени была переименована Группа Армии Западной Македонии) была возможной только через части Армии Эпира.
В полдень 20 апреля комдив Кавалерийской дивизии Станотас прибыл в село Профитис Илиас у Мецово и узнал, что его непосредственный командир, командующий группой дивизий Западной Македонии генерал Цолакоглу, вёл переговоры о подписании «почётной капитуляции», но только перед немцами, считая что греческая армия была победительницей в греко-итальянской войне.
23 апреля и после жалоб Муссолини Гитлеру, Цолакоглу подписал окончательную версию капитуляции, на этот раз и перед итальянцами. Станотас не последовал условиям «почётной капитуляции».
24/25 апреля Кавалерийская дивизия в порядке прибыла в Отовуни, у города Каламбака.
Станотас разбил личный состав на группы, по принципу географического происхождения, и, снабдив их продовольствием, предоставил им временные отпуска.
Дивизия была распущена, не потерпев ни одного поражения на поле боя.
Сразу после дифирамбов Гитлера героическим защитникам линии греческой обороны на греко-болгарской границе, немецкая сторона признаёт успехи греческих кавалеристов дивизии Станотаса в её противостоянии 1-й дивизии СС «Адольф Гитлер».
Часть греческих кавалеристов выбралась на Ближний Восток и продолжила войну в рядах соединений греческого эмиграцинного правительства. Но большинство кавалеристов распущенных кавалерийских частей остались в стране и вступили в Народно-освободительную армию Греции (ЭЛАС).
Генерал Станотас отказался от предложения своего бывшего командира, генерала Цолакоглу, занять должность в правительстве коллаборационистов и уединился в своём доме, где начал по свежей памяти писать доклад о деятельности своей дивизии в 1940-41 годах.
В 1943 году ему удалось морем выбраться на Ближний Восток.

## Деятельность XIX Механизированной дивизии
Отдельно рассматривается деятельность XIX механизированной дивизии, которая была первым крупным механизированным соединением греческой армии и считается в греческой военной историографии предтечей трансформации Греческой кавалерии в механизированные войска.
Дивизия была сформирована в разгар греко-итальянской войны, 15 января 1941 года и временно расположилась в Афинах.
Первым её командиром был назначен отозванный с албанского фронта генерал-майор Н. Любас.
Начальником штаба был назначен полковник артиллерии Н. Асимакис, также отозванный с фронта, на которого кроме обязанностей штабиста было возложено командование артиллерией дивизии.
Формирование дивизии было спешным, с тем чтобы дивизия приняла участие в операциях. Первые части дивизии были в операционной готовности с 12 февраля, то есть через 25 дней после приказа о её формировании.
Для формирования механизированной дивизии Кавалерийская дивизия предоставила 40 офицеров и 1000 рядовых, а также свой Механизированный полк кавалерии, который к тому времени располагал 88 автомобилями Мерседес(Д. Христодулу пишет о 44 Mercedes-Benz W 152 и 44 Mercedes-Benz LG 2500),75 лёгкими грузовиками Фиат, 40 трофейными итальянскими танкетками Carro Velocce (Христодулу упоминает 35), 100 британскими бронетранспортёрами Universal Carrier и 4 довоенными лёгкими танками Vickers Mk E.
Христодулу упоминает также 185 автомобилей «Austin 8» HP вооружённых пулемётами.
Несмотря на все трудности, Дивизия вышла из Афин 16 февраля и расположилась на фессалийской равнине между городами Лариса — Тирнавос — Трикала
Состав дивизии был следующим:
— 191-й, 192-й, 193-й механизированные полки (в общей сложности 27 лёгких британских и итальянских танков и 77 бронетранспортёров)
— 19-я Разведгруппа
— 19-й дивизион артиллерии
— 19-й дивизион зенитной артиллерии
— 19-я рота штаба
— 19-я рота связи
— 19-й медицинский отряд
Переброска частей Дивизии по шоссе и железной дороге в регион Лариса — Тирнавос завершилась 26 февраля.
4 марта телефонным (!) приказом генштаба Дивизия была подчинена Группе (дивизий) Армии Центральной Македонии и 5 марта, согласно следующему приказу, начала переход в противоположный от фронта регион Катерини — Китрос, где части дивизии завершили свой сбор 10 марта.
6 марта Дивизии был также передан 2-й кавалерийский полк.

### Механизированная дивизия накануне германского вторжения
27 марта, в ожидании немецкого вторжения, генштаб передал Механизированную дивизию Группе (дивизий) Восточной Македонии.
29 марта Дивизия завершила переход в пограничный с Болгарией регион Килкис — Лахана, известный греческими победами над болгарами в 1913 году.
Танки последовали в конце марта своим ходом из Албании к Килкису, что привело к выводу из строя двух единиц и значительному износу остальных. Христодулу пишет, что учитывая полное отсутствие запасных частей, это стало головной болью командования дивизии. Английский генерал Чаррингтон (Charrington), командир 1й британской бронетанковой бригады, охарактеризовал греческую механизированную дивизию как «недавно переданную в гараж», и «не имеющую перспективу использования в бою в качестве мобильной силы».
Накануне германского вторжения состав Дивизии был следующим:
— Штаб и службы (Килкис — Кристон)
— 191-й Механизированный полк (Пехотный батальон и батальон танков) (Калокастро — Стримонико́)
— 192-й Механизированный полк (батальон пехоты и батальон танков) (Эвкарипиа — Химадио)
— 193-й Механизированный полк (батальон пехоты и батальон танков) (Калиндрия — Херсо)
— 19-я разведгруппа (Вамвакиа)
— 19-й дивизион артиллерии (Захарато — Ксиро́вриси).
29 марта, по приказу штаба Группы Армии Восточной Македонии и для отражения возможных в случае немецкого вторжения операций парашютистов, Группе были переданы две танковые илы из 192 и 193 механизированных полков, вооружённые трофейными итальянскими танками.
— 191-й механизированный полк был передан в распоряжение Группы дивизий в регион Серре — Сидирокастро для защиты мостов Стримонаса и отражения возможных операций парашютистов на равнине Серре — Сидиро́кастро
— 19-я разведгруппа была передана VII дивизии в регион Доксатон -Драма, также для отражения возможных операций немецких парашютистов.
Таким образом Механизированная дивизия осталась с следующими силами:
− 192-й механизированный полк (без илы итальянских танков)
— 193-й механизированный полк (без илы итальянских танков)
— 19-й дивизион артиллерии, кроме одной батареи
— 19-й дивизион зенитной артиллерии
Дивизии была поставлена задача быть в готовности для выступления в регион Крусиа и усиления расположенного там пограничного отряда, а также предусмотреть занятие и защиту региона Дойранское озеро — Поликастро совместно с XI пограничным сектором, который перешёл под её командование.
В случае отхода частей Группы Восточной Македонии от гор Беллес, Механизированная дивизия должна была прикрыть отход частей на западный берег Аксиоса через мосты Аксиуполеоса и Гефира.
С 30 марта Дивизия предпринимала разведку и подготовку своих частей для выполнения этой задачи.
Приняв оборону левого фланга Группы Армии Восточной Македонии, Механизированная дивизия разбила свой сектор обороны на 4 подсектора (с востока на запад): 2-й кавалерийский полк, 192-й полк, 193-й полк, Отряд Крусиа.
Развёрнутый фронт дивизии превышал 30 км и не соответствовал силам которыми она располагала — фронт прикрывали 4 пехотных батальона и 14 орудий.
Кроме того, недостаточность телефонной сети создавала проблемы связи между разными частями.

### Механизированная дивизия вступает в бой
6 апреля 1941 года немцы вторглись одновременно в Грецию и Югославию.
Германская армия, вторгшаяся в Грецию из Болгарии не смогла с хода взять Линию Метаксаса приступом.
Германские 18-й и 30-й армейские корпуса атаковали Линию с 6 апреля и после трёх дней сражений имели только ограниченный успех. В течение 4-х дней, несмотря на массированный артобстрел и использование штурмовой авиации и рукопашных боёв в туннелях некоторых фортов, немцы не могли занять господствующие позиции греческой линии обороны.
Именно оборона Линии Метаксаса вынудила Гитлера в дальнейшем признать, что «Историческая справедливость обязывает меня заявить, что из всех противников, которые нам противостояли, греческий солдат сражался с наибольшим мужеством»
Разрозненные части Механизированной дивизии были второй линией обороны на случай прорыва Линии Метаксаса и действий парашютистов.
Наиболее серьёзную опасность для частей Механизированной дивизии на начало вторжения представляла немецкая авиация.
В полдень 6 апреля Дивизия приказала своим 192 и 193 полкам послать разведотряды (рота бронетранспортёров и взвод мотоциклистов) к шоссе Родо́поли — Ано Пориа, на стыке греко-болгаро-югославской границы, там где заканчивалась Линия Метаксаса, и Мурьес — Агиа Параскеви, для прикрытия небольшого участка греко-югославской границы.
192й механизированный полк, стоявший севернее Килкиса выдвинулся в 14. 00, послав предварительно 241 солдат, которых не имел возможность перевезти своими средствами, на высоты Килкиса. Сектор ответственности полка простирался от Дова-тепе до Парапо́тамо. Произведя разведку, командир полка и командиры батальонов собрались после полудня в селе Теодо́рово, куда прибыла и 2я рота танков. Вскоре село подверглось атаке 45 немецких самолётов, в результате которой были убиты и ранены более 80 греческих солдат и офицеров, уничтожено 2 танка и 8 грузовиков.
Заняв после полуночи предписанные позиции, полк с успехом отразил ночные атаки немцев.
193-й полк, находившийся в регионе Калиндриа — Херсо северо-западнее Килкиса выдвинулся в 13.00, и до вечера расположился на позициях западнее Дова Топе и до Дойранского озера.
В 15.00 его разведывательный патруль подвергся атаке в Като Сурмена, но вернулся в расположение полка с пленным немецким офицером.
После полудня того же дня зенитный уламо́с (четверть роты) 37 мм орудий сбил над железнодорожной станцией в Крусиа разведывательный самолёт.
Разведгруппы докладывали о присутствии мощных немецких сил вдоль железной дороги от Мурьес до Родо́полиса, что подтверждало информацию о том, что немцы, не встречая сопротивления югославской армии, стали обходить Линию Метаксаса и просачиваться на греческую территорию через Югославию.
На рассвете 7 апреля, немцы попытались прорвать греческую оборону равнинного коридора у Дойранского озера, но были отброшены к северу от Мурьес.
После прорыва югославского фронта, Группа Армии Восточной Македонии издала приказ о новой задаче Механизированной дивизии.
Этим приказом фронт Дивизии удлинялся на запад до реки Аксио́с и центр его сил сместился между Дойранским озером и Аксио́сом.
Согласно этому же приказу, под командование Дивизии перешли XI пограничный сектор, а также две роты гарнизонного батальона, который должен был прибыть по железной дороге из Салоник в Калиндрию.
Приняв новую задачу, Дивизия разделила зону своей ответственности, которая теперь простиралась на 50 км, на 3 под-сектора:
— Восточный подсектор от Акрита до Тавулари. Ответственность за этот подсектор была возложена на 192-й механизированный полк, усиленный пехотной ротой и взводом пулемётов (Штаб, батальон танков, полевая артиллерия). В Крусиа оставался пехотный батальон полка.
— Центральный подсектор (высоты Метамо́рфоси), оборона которых была возложена на пехотные роты сразу по их прибытии из Салоник.
— Западный под-сектор (высоты Бацова и восточнее), оборону которого принял Пограничный сектор (Штабная рота и 2 пехотные роты).
Остальные части Дивизии остались в Крусиа сохраняя предыдущее расположение.
В полночь из Драмы в Металлико́ прибыла XIX Разведгруппа, которая была передана Механизированной дивизии в качестве резерва.
2-я танковая дивизия Вермахта (18-й корпус), совершив обходной манёвр, пересекла болгаро-югославскую границу 8 апреля и, не встретив здесь значительного сопротивления, через практически не прикрытую греко-югославскую границу и долину реки Аксиос вышла к Фессалоники 9 апреля, отсекая таким образом группу дивизий Восточной Македонии (4 дивизии и 1 бригада) от греческой армии в Албании, продолжавшей сражаться против итальянцев.
В тот же день греческий генштаб, считая, что оборона в Восточной Македонии не имела более смысла, приказом № 1381 предоставила возможность командующему группы дивизий Восточной Македонии генералу К.Бакопулосу на его усмотрение продолжать сражаться или сдаться:546. Бакопулос, известный германофил, не преминул воспользоваться приказом и отдал приказ о сдаче фортов Линии Метаксаса. Однако командиры большинства фортов не подчинились и продолжали сражение:547.
В том что касается действий XIX Механизированной дивизии, в 3:00 8 апреля, по причине выхода колонны 2-й танковой дивизии СС «Рейх» к Дойрану, XIX Разведгруппа получила приказ занять высоты Тавулари — Акритас и оборонять их до прибытия 192-го механизированного полка.
Для выполнения этих задач Разведгруппа выступила в 5:00.
В тот же час на железнодорожную станцию Калиндрии прибыли 2 пехотные роты из Салоник.
В 6:00 появилась первая немецкая танковая колонна шедшая от Дойрана к высотам Акритас — Овелискос, а за ней 2 мощные механизированные колонны поддерживаемые с воздуха самолётами.
Части 193го полка находившиеся на высоте Овелискос подверглись большому давлению, отступили к югу и расположились в селе Акритас, куда одновременно прибыли и первые части XIX Разведывательной группы.
Командир этой разведгруппы предоставил одну илу для усиления 193го полка и распределил свои остальные силы к северу от Акритаса с целью контратаковать и повторно занять высоту Овелискос как только прибудут оборонявшиеся части 192 полка.
Ипилархос (Υπίλαρχος — старший лейтенант кавалерии) К. Архонтакис, возглавляя лёгкую механизированную илу XIX Разведгруппы на высотах Акритас, принял атаку всей массы немецких танков и броневиков. Архонтакис лично, в течение 8 часов, вёл огонь из пулемёта Hotchkiss M1922 и, возглавляя свою илу, сумел прервать атаку немцев. Будучи ранен в бою и игнорируя призывы немцев сдаться, Архонтакис погиб вечером 8 апреля. Лейтенант Архонтакис числится в числе первых героев греческих бронетанковых войск.
Однако немецкие танковые и механизированные части, при поддержке артиллерии и авиации, опрокинули в конечном итоге греческие части находившиеся севернее и северо-восточнее Акритаса, которые отошли на высоты южнее села. Оставив несколько танков в селе, немцы двинулись к Мега Стерна, в то время как другая немецкая колонна нейтрализовала маленькую греческую часть находившуюся в Калиндрии, чья железнодорожная станция подвергалась непрерывной воздушной бомбардировке.
Эта немецкая колонна оставила в Калиндрии небольшое число танков и быстро двинулась к Херсо.
Разведгруппа и часть 193 полка оказались между двумя немецкими танковыми колоннами, быстро продвигавшимися на юг, но лишённые полностью артиллерийской поддержки и не располагая противотанковыми орудиями не имели возможности препятствовать им.
Так эти части остались на своих позициях, ожидая прибытия 192-го полка из Крусиа, который однако до 19:30 так и не подошёл. Контроль над высотой Овелискос и других высот к северу от Акритаса дал немцам значительные преимущества и предоставил им возможность атаковать греческие части в регионе Крусиа.
В тот же момент авангард 192 полка двигался от Мирио́фито к Акритасу, но у села Амаранта подвергся атаке и спешно отступил в 10:30 к Крусиа. Таким образом остальные части полка были блокированы в Мириофито.
С утра 8 апреля немцы также предприняли артобстрел и авиационную бомбардировку Крусиа. Одновременно мощная немецкая колонна заняла Херсо, в то время как другая колонна продвигалась от Мега Стерна к Поликастрон, производя зачистку региона и окружая греческие части находившиеся слева от него. В 10:30 8 апреля левый фланг греческих позиций в Крусиа был прорван. После полу-разгрома XIX Механизированной дивизии, её комдив спешно перенёс штаб в село Кентрико́, куда он прибыл в 2 утра 9 апреля, уже после того как Килкис был занят немцами. Прибыв в Кентрико́ комдив произвёл совещание с командирами своих частей. Убедившись в невозможности продолжения борьбы в Крусиа и не имея никакого контакта с штабом Группы Армии Восточной Македонии, комдив принял решение отступить к Эллинико́ и Клистро по единственному пути остававшемуся ещё свободным: Кентрико́ — Вати — Эллинико́. 192й полк оставил в Крусиа пехотный батальон и двинулся без приказа Дивизии к Килкису, встретил штаб в селе Эвкарпиа, и следуя за ним по приказу, также прибыл в 2.00 в Кентрико́. В 4:00 полк получил приказ двинуться к Эллинико́, куда прибыл в 7:00 и остался там в ожидании новых приказов. Пехотный батальон 192-го полка обосновался на высотах севернее Пано́рама, где подвергся обстрелу немецких частей вышедших к его левому флангу. После непродолжительного боя и убедившись что он не может удержать эту позицию малыми силами и под огнём артиллерии, командир приказал своему батальону отступить. Батальон с трудом оторвался от наседавших немецких частей и в относительном беспорядке добрался до Кентрико́ в 4:30. Хаос царивший в Кентрико осложнял дальнейшее продвижение батальона, который усилиями его командира, получившего информацию о приказе отхода Дивизии, сумел к полудню дойти к Эллинико́ и соединиться с своим полком.
10 апреля 193й полк подвергся в 2:30 немецкой атаке с тыла и правого фланга, оставшихся неприкрытыми после отхода 192го полка. Не располагаем информацией если к тому времени командир полка уже знал о «разрешении» командующего Группы Восточной Македонии, генерала Бакопуласа, сдаваться, но после непродолжительного боя командир полка дал приказ сдаться, хотя некоторые из его частей не подверглись атаке.
Так целый полк, за исключением офицеров и рядовых отказавшихся подчиниться приказу командира полка, оказался в плену вместе со своим командиром.
Отошедшие в предыдущий день части «Отряда Крусиа» заняли позиции на перевале северо-восточнее Пано́рама, кроме II гарнизонного батальона, который в беспорядке двинулся к Эллинико́, и 2го Кавалерийского полка, который двинулся к Эллинико в предыдущий день в 22:00.
Части «Отряда Крусиа» оставили по приказу перевал Пано́рама в 4:00, и прибыли в 15:30 в Эллинико́ где и соединились с другими отступающими частями.
После получения приказа о сдаче, сражение на Линии Метаксаса приняло характер боёв за «честь оружия» и, получив от германского командования почётные условия сдачи, форты Линии Метаксаса прекратили один за другим сражение, начиная с 10 апреля.
Примерно в то же время прекратили бои за «честь оружия» и разрозненные части Механизированной дивизии, в то время как Кавалерийская дивизия в те же дни с успехом противостояла элитным немецким частям в Западной Македонии.
Подводя итоги деятельности XIX механизированной дивизии, греческая военная историография отмечает что её вклад в военные действия был ниже ожидаемого.
При этом историография признаёт, что это было результатом спешного формирования дивизии, из разношёрстного личного состава призванного в краткий срок освоить трофейную и незнакомую ему британскую технику, не забывая отметить и превосходство противника в числах и качестве техники.
В этих условиях, по признанию тех же историков, рядовые и офицеры Механизированной дивизии достойно выполняли свои задачи.

## Греческие кавалеристы на Ближнем Востоке

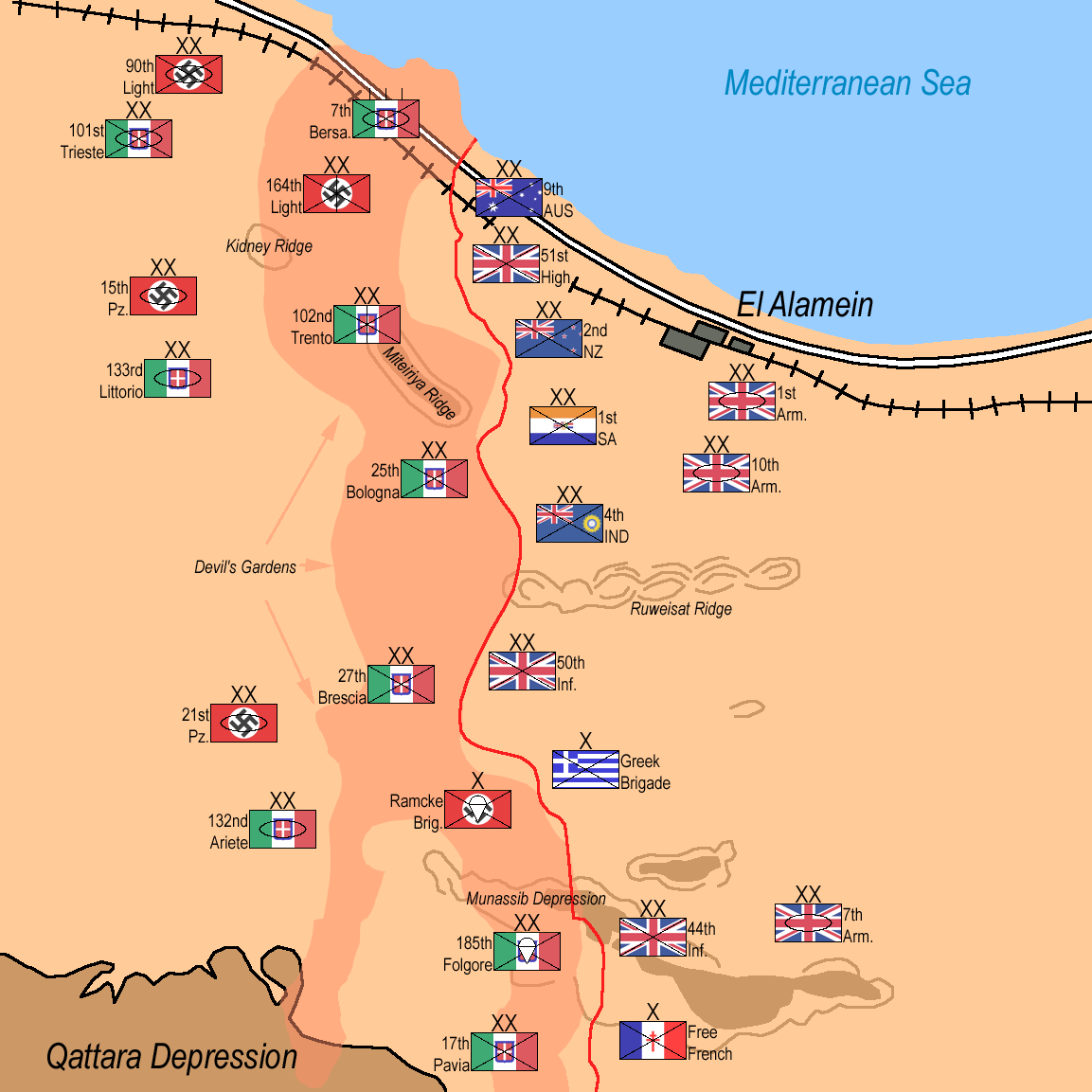
Расположение Греческой бригады на южном участке во Втором сражении при Эль-Аламейне

В июне 1941 года эмиграционное правительство сформировало I бригаду, насчитывавшую 250 офицеров и 5500 рядовых:605.
В составе I бригады предусматривалось создание механизированного подразделения кавалерии. 11 ноября 1941 года была сформирована Ι Разведгруппа, которая 23 июня 1942 года была переименована в Илу бронированных автомобилей. Эта ила расположилась вместе с Бригадой западнее Александрии в августе 1942 года и оставалась там до начала второго сражения при Эль-Аламейне. Ила предоставила свои бронемашины для усиления батальонов I бригады находившейся на передовой. Кроме того оставшаяся часть илы, организованная как пехотное соединение, приняла непосредственное участие в сражении при Эль-Аламейне с 30 октября.
15 декабря 1942 года была сформирована ΙΙ Ила броневиков, которая вместе с Ι илой сформировала 1й полк бронированных автомобилей.
Этот полк не успел принять участие в военных действиях и был расформирован в июле 1944 года вместе с другими греческими частями после апрельского восстания греческой армии на Ближнем Востоке.
Британский премьер У. Черчилль, осознавая серьёзность событий для британских планов в отношении Греции, лично занялся вопросом.
Согласно его инструкциям, в качестве первого шага, была избрана блокада 4.500 восставших, перекрыв им снабжение продовольствием и водой. Блокада началась с 8 апреля, но с относительным успехом, поскольку местные арабы вели контрабандную торговлю с осаждёнными.
13 апреля прибывший в Каир король Георг назначил премьер-министром С. Венизелоса.
15 апреля Черчилль в телеграмме Липеру, британскому послу при греческом эмиграционном правительстве, писал: «Не переживайте чересчур за внешние последствия. Не проявляйте намерения о переговорах» и «Было бы большой ошибкой завершить этот серьёзный вопрос объятиями»:705.
Венизелос использовал для подавления восстания верных королю военных, но в основном британские части. I бригада была окружена британской дивизией. В стычках имелись убитые с двух сторон. Окружённая бригада сдалась через 16 дней, 23 апреля.
Тем временем разложились артиллерийский полк и другие греческие части. Последней восставшей частью, которая была разоружена англичанами, стал 1й полк бронированных автомобилей, 4 мая.
Конечным результатом столкновений на Ближнем Востоке стал почти полный роспуск армии эмиграционного правительства.
Из 30 тысяч греческих офицеров и солдат на Ближнем Востоке до 22 тысяч были заключены в британские концентрационные лагеря в Эритрее, Египте и Судане.
Прошедшие фильтрацию укомплектовали преторианские соединения 3-я Греческая горная бригада и Священный отряд, верные королю и англичанам:705.
При формировании III Горной бригады в её составе не были предусмотрены кавалерийские или бронетанковые части.
Однако многие офицеры и рядовые из кавалерийских и бронетанковых соединений приняли участие в боях III Бригады в Италиив противотанковых частях и как экипажи бронетранспортёров Бригады.

## Кавалерийская бригада Народно-освободительной армии Греции

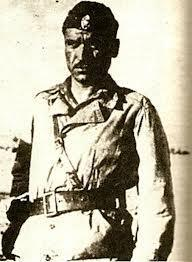
Димитрис Тасос (Букувалас).

С началом тройной, германо-итало-болгарской, оккупации Греции, большинство кавалеристов распущенных кавалерийских частей остались в стране и вступили в Народно-освободительную армию Греции (ЭЛАС).
Первые кавалерийские отряды греческих партизан в Фессалии, в силу ограниченной материальной базы и ограниченного числа располагаемых коней, были немногочисленны.
Кавалерийские отряды Георгиса Зароянниса (Каваларис — «Καβαλάρης» — всадник) и Димитриса Тасоса (Букуваласа) не превышали 150 всадников.
Охранный отряд командующего ЭЛАС Ариса Велухиотиса также был кавалерийским, но насчитывал не более 35 всадников.

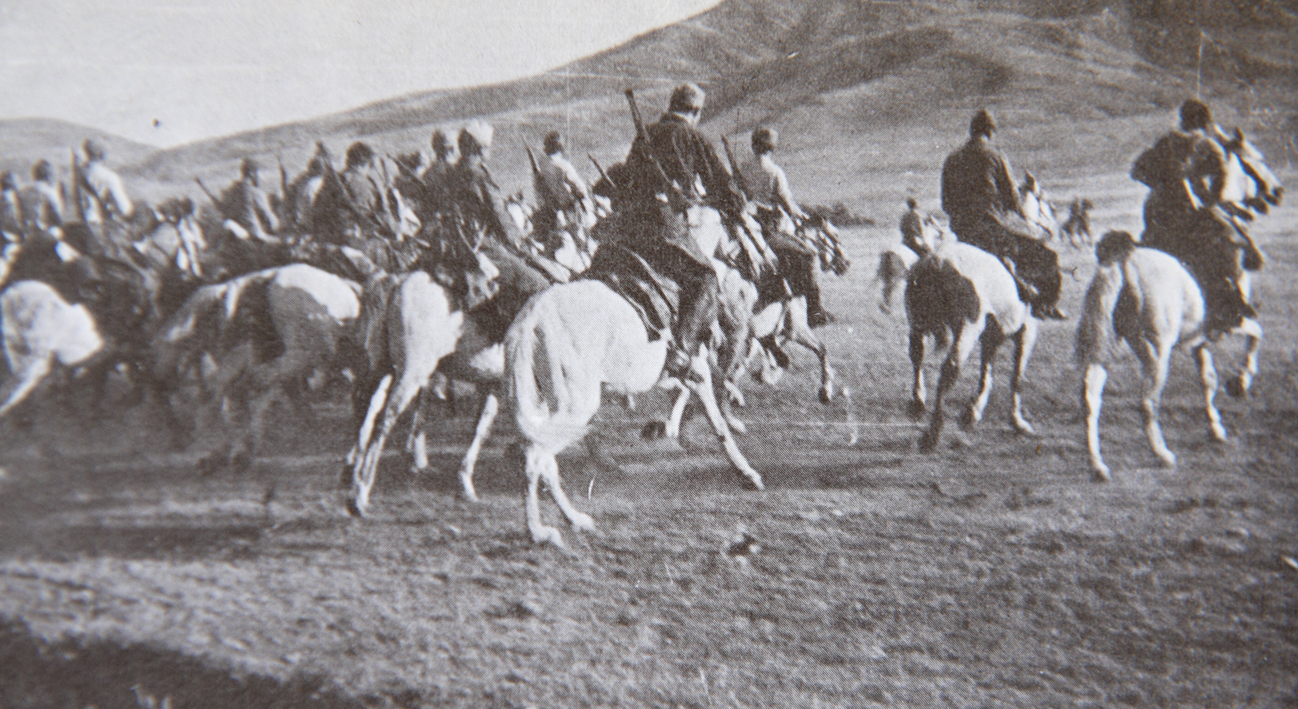
Кавалерийская бригада ЭЛАС в Фессалии

Предпосылками для создания Кавалерийской бригады ЭЛАС, стали выход Италии из войны в сентябре 1943 года и последовавшее Разоружение дивизии Пинероло партизанами ЭЛАС, а также отправка большей части бронетанковых и авиационных немецких соединений на Восточный и другие фронты.
В ходе операции по разоружению итальянского кавалерийского полка «Аоста» были захвачены 10 грузовиков, 2 броневика, 8 орудий, сотни винтовок и автоматов, и, главное, 1200 коней и необходимое для них снаряжение и корм.
Букувалас запросил генштаб прислать ему срочно кавалеристов. Генштаб отреагировал немедленно и к Букуваласу стали прибывать партизаны, служившие раннее в кавалерийских частях греческой армии.
При I дивизии Народно-освободительной армии (ЭЛАС) была создана кавалерийская бригада Фессалии. Командование бригадой приняли Букувалас и бывший комдив XIII дивизии ЭЛАС, полковник кавалерии Д. Кассандрас.
Создание кавалерийской бригады позволило ЭЛАС расширить зону своего контроля на фессалийскую равнину.
Создание бригады стало одной из предпосылок успешной «Битвы за урожай», которая не дала возможность оккупантам приложить руку к хлебу греческой житницы, Фессалии.
Совместно с другими частями ЭЛАС бригада вела бои у фессалийских городов и, одновременно, громила отряды коллаборационистов.
23 октября 1944 года Кавалерийская бригада первой вступила в освобождённую силами ЭЛАС фессалийскую столицу, город Лариса.

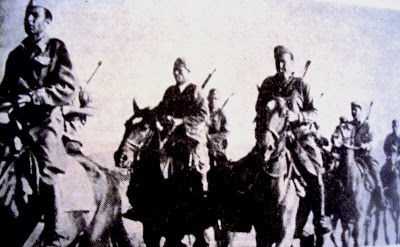
Кавалерийская бригада ЭЛАС на марше.

К началу британской интервенции в декабре 1944 года бригада насчитывала 1100 бойцов, и, кроме 1000 коней, располагала автомобилями и несколькими танками и броневиками.
Командирами по прежнему оставались полковник Кассандрас и Тасос (Букувалас), начальником штаба был капитан Карастатис:785.
Бригада была направлена к Афинам, но оставалась в резерве:129.
Своё несогласие с умеренной тактикой командования ЭЛАС и ищущего компромисс руководства компартии Греции Тасос (Букувалас) выразил фразой «Вместо того чтобы обрушиться на врага всеми располагаемыми силами, командование подаёт на английскую мельницу малые силы, чтобы она (английская мельница) успевала размалывать их». После того как силы ЭЛАС отошли от Афин и стали готовиться к новой затяжной партизанской войне, один из эскадронов корпуса 12 января 1945 нанёс поражение у Фермопил переброшенному из Италии британскому соединению. Пленные британские офицеры были информированы своим командованием, что они будут воевать против немцев (оставивших Грецию в октябре 1944), которым оказывает поддержку ЭЛАС:785.
Однако продолжая политику компромисса и полагая что это приведёт к миру в стране, руководство КПГ подписало Варкизское соглашение, согласно которому силы ЭЛАС подлежали разоружению.
28 февраля 1945 года части ЭЛАС сдали своё оружие временному правительству и англичанам:794.
Кавалерийская бригада ЭЛАС прекратила своё существование.

## Воссоздание бригады
В последовавшем периоде «Белого террора» многие бывшие кавалеристы бригады, включая её командира Тасоса (Букуваласа) были гонимы и заключены в тюрьмы:799.
С началом гражданской войны (1946—1949) бригада была воссоздана и получила название «Кавалерийская бригада Демократической армии Греции».
С другой стороны и королевская армия не ограничилась участием в Гражданской войне бронетанковых и механизированных частей и также воссоздала Кавалерийские полки.